# Правозащитник
Правозащи́тник — человек, занимающийся общественной деятельностью для защиты различных прав человека мирными средствами — как правило, от произвола государственных структур или должностных лиц.

## Правозащитники в СССР
«Правозащитниками называют людей, которые в одиночку или совместно с другими пропагандируют или отстаивают права человека мирными средствами. Правозащитник отличается тем, что защищает права окружающих, и не важно, кем он является по профессии. Правозащитники отстаивают всеобщность и неделимость всех прав человека. Они не отдают предпочтение какой-то одной группе прав в ущерб другим…»
Во все времена были люди, соблюдающие законы. Защита прав предполагает свободу распространения информации, свободы слова. В СССР антисоветская агитация и пропаганда вплоть до перестройки и гласности была уголовно наказуемым преступлением, каравшимся заключением. После смерти Сталина некоторые граждане восприняли доклад Хрущёва
(XX съезд КПСС, 1956) буквально, как призыв распространять и обсуждать неподцензурную информацию и соблюдать законы, даже в тех случаях, когда эти законы противоречат установившимся в обществе обычаям; то есть бороться за свои права, защищать свои права.
Таких людей стали называть правозащитниками и диссидентами.
В этом же значении использовалось ещё слово демократ, но такой термин стал двусмысленным с появлением в России различных политических партий.

### Хроника текущих событий (самиздат)
В 1960-е годы было возможным требовать от советских властей соблюдения их же собственных законов, Конституции СССР. B 1970-х правозащитников арестовывали; наиболее частыми обвинениями были «Антисоветская агитация и пропаганда» (ст. 70 УК РСФСР) и
«Распространение заведомо ложных измышлений, порочащих советский государственный и общественный строй» (ст. 190-1 УК РСФСР).
Использовались также иные методы — например, помещение в психиатрическую лечебницу (см. Карательная психиатрия).
Правозащитники не противопоставляли властям силового сопротивления. Их оружием было слово. Информация о нарушениях законов
как самиздат;
в частности, сведения о репрессиях правозащитников протоколировались в бюллетене Хроника Текущих Событий.

### Хельсинкские группы
После подписания СССР в 1975 в Хельсинки «Заключительного акта Совещания по безопасности и сотрудничеству в Европе»,
правозащитники стали добиваться от властей соблюдения прав человека в их общечеловеческом значении, то есть требовать исполнения не только советских законов, но и международных правовых актов. Была организована Московская группа содействия выполнению Хельсинкских соглашений в СССР
(Московская Хельсинкская группа, МХГ).
Первый состав группы:
Людмила Алексеева, Михаил Бернштам, Елена Боннэр, Александр Гинзбург, Пётр Григоренко, Александр Корчак, Мальва Ланда, Анатолий Марченко, Виталий Рубин, Анатолий Щаранский. Позже Хельсинкские группы появились на Украине, в Грузии, Армении и Литве.
С момента основания групп и на протяжении всего советского периода деятельности члены групп подверглись преследованиям со стороны властей: слежке, обыскам, арестам, тюремному заключению и ссылке, высылке из страны с лишением гражданства. Несмотря на то, что на замену репрессированным правозащитникам к группе присоединялись новые и новые участники, к концу 1981 года на свободе в СССР осталось лишь три члена МХГ — Елена Боннэр, Софья Каллистратова и Наум Мейман. В сентябре было заведено уголовное дело против Софьи Каллистратовой, и члены группы заявили о прекращении своей работы.
По словам главы Московской Хельсинкской группы Людмилы Алексеевой, к 2013 году она единственная из правозащитников имела двойное гражданство.

## Критика
Деятельность правозащитных организаций регулярно подвергается критике. Политолог Максим Григорьев ставил российским правозащитникам в вину «участие в борьбе против России времён СССР на стороне конкурентов», «ориентацию на западные страны, в особенности США, в качестве образца по защите прав человека», «двойные стандарты и избирательную правозащиту», «поддержку чеченских террористов, пренебрежение правами русских в СНГ», «непосредственные попытки участия в борьбе за власть» и «пренебрежение правами конкретного человека». Сходное мнение высказывал социальный философ и политолог Александр Ципко.
В интервью газете «Московский комсомолец» уполномоченный по правам человека в России Владимир Лукин, отметив пользу от наличия в России неправительственных организаций, в том числе и правозащитных, высказал неудовлетворённость тем фактом, что многие НПО работают за счёт иностранных грантов. По оценкам Владимира Лукина, «влияние средстводателя не может не сказываться на направленности и интонации организации». Чтобы решить эту проблему и в то же время не сделать так, чтобы неправительственные организации вновь попали под чьё-нибудь экономическое влияние, например, бизнесменов, Лукин предложил «создать систему, когда треть бюджета НПО может пополняться за счёт иностранного гранта, треть — за счёт частных пожертвований внутри страны и треть — за счёт государства». При этом Владимир Лукин подчеркнул, что иностранное финансирование НПО бывает разным, и гранты от таких организаций, как ОБСЕ и Совет Европы, он считает вполне приемлемыми. Нарекания же уполномоченного по правам человека в России вызвали гранты правительств недружественных стран, выделяемые ими для осуществления политических проектов в России.